# Susan Davis

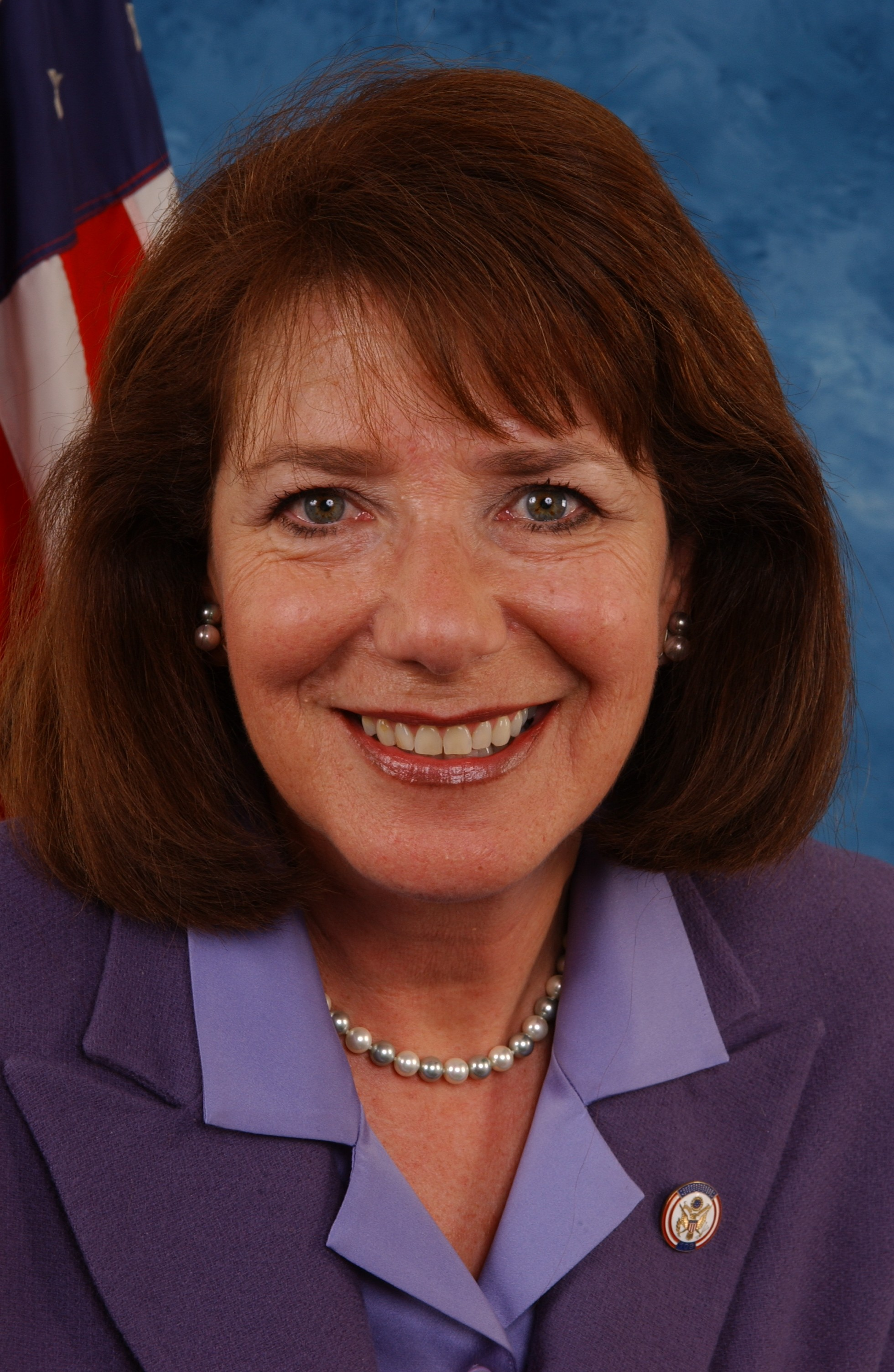
Susan Davis

Susan A. Davis (* 15. April 1944 in Cambridge, Massachusetts) ist eine US-amerikanische Politikerin. Sie ist Mitglied der Demokratischen Partei und seit 2001 Mitglied des US-Repräsentantenhauses.
Susan Davis studierte an der University of California in Berkeley und schloss dort 1965 als Bachelor ab; drei Jahre später graduierte sie als Master von der University of North Carolina in Chapel Hill. Nach langjähriger Zugehörigkeit zur Schulkommission von San Diego, der sie von 1989 bis 1992 als Präsidentin vorstand, wurde sie 1994 in das Repräsentantenhaus von Kalifornien gewählt. Im Jahr 2000 schließlich kandidierte sie für einen Sitz im Kongress. Mit 50 Prozent der Stimmen setzte sie sich gegen den republikanischen Amtsinhaber Brian Bilbray durch. Seitdem wurde sie neunmal wiedergewählt. Bis zum Jahr 2003 vertrat sie den 49. Kongresswahlbezirk ihres Staates und danach den 53. Da sie im Jahr 2018 erneut in ihrem Amt bestätigt wurde, gehörte sie auch dem am 3. Januar 2019 zusammengetretenen 116. Kongress der Vereinigten Staaten an. 2020 verzichtete sie auf eine erneute Kandidatur. Sie schied damit zum 3. Januar 2021 aus dem US-Repräsentantenhaus aus.
Susan Davis und ihr Ehemann Steve haben zwei Kinder und zwei Enkelkinder.

## Parlamentsarbeit
Davis war in der Vergangenheit Mitglied verschiedener Ausschüsse und Unterausschüsse, uuletzt gehörte sie folgenden Gremien an:
- Committee on Armed Services
  - Vorsitzende des Subcommittee on Military Personnel
  - Subcommittee on Seapower and Projection Forces
  - Subcommittee on Emerging Threats and Capabilities
- United States House Committee on Education and the Workforce
  - Subcommittee on Early Childhood, Elementary and Secondary Education
  - Subcommittee on Higher Education and Workforce Training